# سوزان ساندفور
سوزان آرتون ساندفور (به نروژی: Susanne Sundfør) متولد مارس ۱۹۸۶ در نروژ است، او یک خواننده و آهنگساز و نوه زبان‌شناس کجلی آرتون است. وی در هگیسوند متولد و سپس به اسلو رفت. او شش آلبوم استودیویی منتشر کرده است و سه تا از آنها که شامل The Brothel (2010) , The Silicone Veil (2012) و Ten Love Songs (2015) می‌باشد رتبه نخست را در نروژ به خود اختصاص داده‌اند.
ششمین آلبوم او با نام "Blómi" (شکوفه زدن) سال ۲۰۲۳ منتشر شد.